# Сарамаґа Богдан Павлович
Богдан Павлович Сарамаґа (1 квітня 1905, м. Тернопіль — 12 квітня 1975, Гемтремк (Детройт)) — український музикант, композитор, педагог, театральний режисер, диригент хорів. Член Союзу композиторів УРСР (1940). Чоловік співачки Наталії Костів-Сарамаги.

## Життєпис
Народився 1 квітня 1905 року в м. Тернопіль (Королівство Галичини та Володимирії, Австро-Угорщина, нині Тернопільської області, Україна).
Навчався у Тернопільських українській гімназії (зокрема, в 1920/1921 навчальному році був учнем IV класу) та музичній школі.
На початку 1920-х років створив мандрівну трупу в Тернополі. Від 1923 року оркестрант, від 1925-го — диригент театру товариства «Руська бесіда» під керівництвом Йосипа Стадника (Львів).
Після закінчення Львівського вищого музичного інституту (1927 року, нині Львівська національна музична академія імені Миколи Лисенка) з 1928 року працював у театрі імені Івана Тобілевича в Станиславові (диригент від 1940) та інших. У 1932 році створив «Театр рев'ю та оперети», де на запрошення грали Іван Рубчак, Ірина Коссакова, від 1934 року Ярослав Геляс.
У 1939 році став співорганізатором, у 1939—1941 роках — головний диригент, згодом до 1944 диригент та музичний керівник українського театру ім. Івана Франка у Тернополі.
У березні 1944 року разом з трупою театру ім. Франка (за іншими даними, разом з дружиною) еміґрував на захід (спочатку до Кракова). Працював концертмейстером у німецькому театрі «Schwäbische Landesbühne» (від 1947).
1950 року емігрував до США (Детройт): спочатку працював на фабриці, потім — учителем музики в українських школах, викладачем Українського музичного інституту, від 1961-го — в Українському музичному інституті. Організував симфонічний оркестр..
Автор більше 50-ти оркестрових творів, написав музику до п'єс «Украдене щастя» Івана Франка, «Загибель ескадри» Олександра Корнійчука, оперет «Сади цвітуть», «Королева балю у Ворохті», близько 40 пісень, двох кантат для дитячих хорів, чотирьох квартетів. Також — 10-х обробок для пісень УПА тощо.
Помер 12 квітня 1975 року в Гемтремку (Детройт, США).